# Polarizační mikroskop
Polarizační mikroskop je optický mikroskop využívající polarizované světlo, jež se řídí Biotovými zákony. Postup byl vynalezen v první polovině 19. století a vynález je spojen se jmény Davida Brewstera a Henryho Foxe Talbota. V dnešní době má uplatnění především v mineralogii, biologické aplikace po zavedení elektronové mikroskopie ztratily na významu. Vedle ultramikroskopu bylo použití polarizačního mikroskopu základem tzv. submikroskopické morfologie protoplasmy.

## Princip

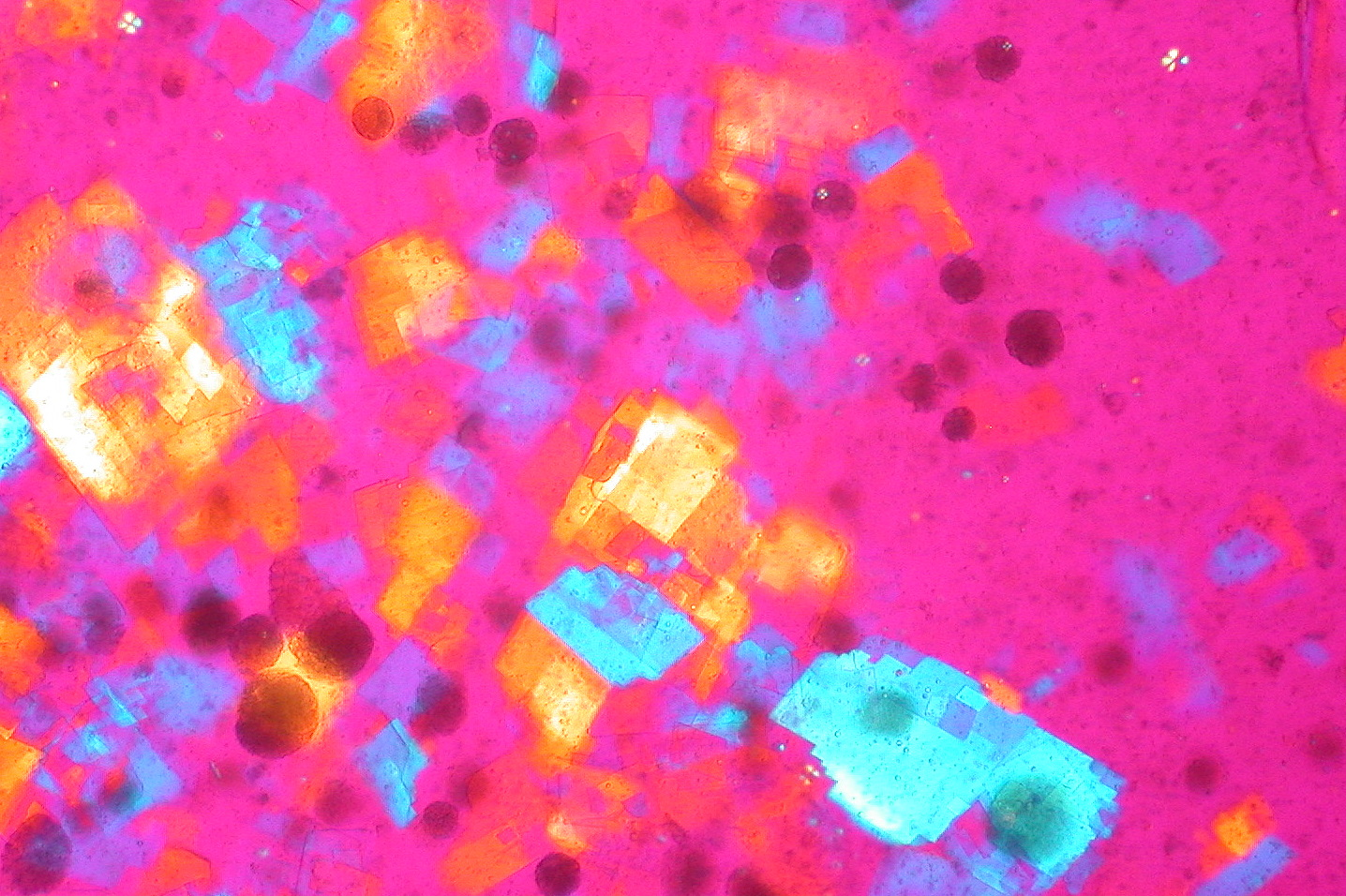
Krystaly cholesterolu v polarizačním mikroskopu.

Vektor elektrické intenzity nepolarizovaného světla, jakožto elektromagnetického vlnění, kmitá kolmo na směr šíření, ale ve všech směrech. Běžný světelný mikroskop takové světlo propustí na preparát. U polarizačního mikroskopu jsou do cesty světlu postaveny dva zkřížené polarizační filtry spolu s kompenzační destičkou. Po průchodu prvním polarizačním filtrem, polarizátorem, umístěným pod preparátem se ze světla vybere pouze ta část světla, jejíž vektor elektrické intenzity kmitá pouze v jednom směru a zbytek je pohlcen. Světlo projde preparátem do druhého polarizačního filtru, analyzátoru, kde je opět při jeho správné orientaci zachyceno pouze světlo polarizované v daném směru. 
Pokud bychom takto pozorovali látky jednolomné (např. voda), viděli bychom pouze tmavé pole. Látky dvojlomné (např. krystaly) ale polarizované světlo rozdělí na dva paprsky - řádný a mimořádný. Ty jsou oproti sobě fázově posunuté. Po průchodu analyzátorem dochází k interferenci (skládání) těchto dvou paprsků do stejné roviny kmitu a obraz objektu se nám pak jeví jako světlý na tmavém pozadí (respektive při použití bílého - tedy složeného světla - barevný na tmavém pozadí). 

## Použití
V biologii se používá v případech, kdy je potřeba vyloučit chyby vzniklé dvojlomem, při některých cytofotometrických experimentech či v patologii.
Ve forenzní chemii se polarizační mikroskop používá k podrobnějšímu zkoumání, především vláken a vlasů.
Dá se použít i jako doplňková metoda k měření dvojlomu krystalických látek a jejich identifikaci.